# Catocala amnonfreidbergi
Catocala amnonfreidbergi és una espècie de papallona nocturna de la subfamília Erebinae i la família Erebidae. Es troba al Xam (Orient Pròxim). Fa aproximadament 73 mm d'envergadura alar.
Els adults volen durant el juliol. Hi ha probablement una generació per any.